# Zweiter Punischer Krieg
Der Zweite Punische Krieg wurde von 218 v. Chr. bis 201 v. Chr. zwischen Rom und Karthago ausgetragen. Er war der zweite von drei Punischen Kriegen, der zwischen den beiden stärksten und einflussreichsten Mächten im westlichen Mittelmeerraum geführt wurde. Siebzehn Jahre lang kämpften die Punier (lateinisch Puni oder Poeni; die römische Bezeichnung für die Karthager) gegen die Römer um die Vorherrschaft. Ziele des Krieges waren vor allem die Machtübernahmen in Italien und Iberien, auf den Inseln Sizilien und Sardinien sowie gegen Ende des Krieges in Nordafrika. Der karthagische Feldherr Hannibal aus dem Geschlecht der Barkiden brachte Rom zunächst durch eine Reihe taktisch geschickt geführter Schlachten an den Rand der Niederlage. Die Römer gingen daraufhin zu einem langjährigen Abnutzungskrieg in Italien über und trugen den Krieg schließlich erfolgreich auf karthagisches Territorium. Am Ende mussten sich die Karthager in der Schlacht von Zama 202 v. Chr. dem römischen Feldherrn Scipio den Älteren geschlagen geben. Der Krieg, der immense materielle und menschliche Verluste auf beiden Seiten verursachte, entschied den Konflikt der beiden Städte um die Vorherrschaft im Mittelmeerraum endgültig zugunsten Roms. Abgesehen von den beiden Großmächten waren Makedonien, Syrakus und numidische Königreiche in den Krieg involviert. Dazu kämpften auf beiden Seiten iberische und gallische Truppen. Der Krieg spielte sich hauptsächlich an drei Schauplätzen ab: in Italien besiegte Hannibal wiederholt die römischen Legionen; auf der Iberischen Halbinsel verteidigte Hasdrubal, ein jüngerer Bruder Hannibals, vergeblich die karthagischen Kolonien; in Afrika wurde der Krieg zugunsten Roms entschieden. Weitere Kriegsschauplätze waren Sizilien, Sardinien und Griechenland.

#### Italien 213 bis 203 v. Chr.

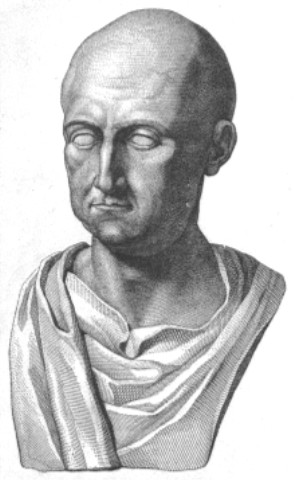
Scipio Africanus Major